# MAJESTIC (Dragon Ashのアルバム)
『MAJESTIC』（マジェスティック）は、Dragon Ashの11枚目のオリジナル・アルバム。2017年5月31日発売。

## 概要
前作『THE FACES』より3年4か月ぶりのオリジナル・アルバム。バンドデビュー20周年記念作品にも位置づけられる。今作からサポートベーシストのKenKenがアルバムレコーディングに全面参加しており、アルバムのクレジットにもDragon Ashメンバーの一員として明記。初回限定盤にはライブ映像収録DVD同梱。
『Buzz Songs』以来19年ぶりにフィーチャリングゲストがいないアルバムとなった。
2019年にKenKenが、2020年にはATSUSHIとDRI-Vが脱退したため、3人が参加した最後のアルバムとなった。
『25 - A Tribute To Dragon Ash -』ではHEY-SMITHが「Ode to Joy」をカバーしている。

## 収録曲

### CD
作詞：Kj　作曲・編曲：Dragon Ash
1. Majestic
2. Stardust
3. Mix it Up
  - 3枚目の配信限定シングル。
4. Ode to Joy
  - グローバルビールブランド「バドワイザー」 プロモーションソング
5. Singin' in the Rain
6. 光りの街
  - 27thシングル表題曲。
7. Headbang
  - 27thシングルC/W曲。
8. Faceless
9. Jump
10. Beside You
  - 28thシングル表題曲。
11. A Hundred Emotions

### 初回完全限定盤DVD
Dragon Ash 20TH ANNIVERSARY LIVE SHOW 「MIX IT UP」 AT EX THEATER ROPPONGI FEB/21/2017
1. 天使ノロック
2. Mix It Up
3. Headbang
4. Walk with Dreams
5. Velvet Touch
6. TIME OF YOUR LIFE
7. Ivory
8. few lights till night
9. The Live

Music Videos
1. 光りの街
2. Headbang
3. Mix It Up
4. Beside You